# Mariona Colomer i Gallardo
Mariona Colomer i Gallardo (Palau-solità i Plegamans, Vallès Occidental, 19 de maig de 2002) és una jugadora d'hoquei sobre patins catalana.
Es formà en les categories inferiors del Hoquei Club Palau de Plegamans, amb el qual va aconseguir diversos títols destacant la Copa d'Europa sub-17 (2017). Va debutar amb el primer equip amb quinze anys i, des d'aleshores, ha aconseguit gran part dels títols de l'equip vallesà, tres Lligues europes (2021, 2022, 2025), quatre OK Lligues (2018-19, 2020-21, 2021-22, 2023-24), una Copa de la Reina (2024) i una Lliga catalana (2020-21). Internacional amb la selecció espanyola des del 2021, s'ha proclamat campiona del Món (2024) i dues vegades campiona d'Europa (2021, 2023).
Entre altres premis, va rebre el reconeixement institucional de l'Ajuntament de Palau-solità i Plegamans per la seva victòria al Campionat del Món d'hoquei sobre patins de 2019.